# Arenrath
Arenrath é um município da Alemanha, localizado no distrito Bernkastel-Wittlich, no estado de Renânia-Palatinado.
Pertence ao Verbandsgemeinde do Wittlich-Land.